# Абержеман де Варе
Абержеман де Варе (фр. Abergement-de-Varey) насеље је и општина у источној Француској у региону Рона-Алпи, у департману Ен (Рона-Алпи) која припада префектури Belley.
По подацима из 2011. године у општини је живело 234 становника, а густина насељености је износила 25,57 становника/km². Општина се простире на површини од 9,15 km². Налази се на средњој надморској висини од 380 метара (максималној 748 m, а минималној 290 m).

## Демографија
| 1962. | 1968. | 1975. | 1982. | 1990. | 1999. | 2011. |
| ----- | ----- | ----- | ----- | ----- | ----- | ----- |
| 73    | 88    | 106   | 136   | 159   | 168   | 234   |

График промене броја становника у току последњих година